# Alfred Ehlers (Bildhauer)
Alfred Ehlers (* 31. Juli 1885 in Wechselburg; † 1955 in London) war ein deutscher Architekt, Bildhauer, Kunstkeramiker und Grafiker. Er war seit 1910 mit der jüdischen Cembalistin Alice Ehlers verheiratet.

## Leben und Werk
Alfred Ehlers zog nach Berlin. Er studierte von 1903 bis 1907 bei Julius Ehrentraut und Max Friedrich Koch an der Kunstakademie Berlin. In seiner Studienzeit hatte er einen Studienaufenthalt in Rom eingeschoben. Während des Ersten Weltkrieges arbeitete er in der kartographischen Abteilung des stellvertretenden Generalstabes der Armee.
Nach dem Krieg wirkte Ehlers dann als Dozent an der Kunstakademie Berlin. Zunächst war er als Kupfer- und Stahlstecher tätig. Ab 1918 war er als Bildhauer und Skulpteur ein vielbeschäftigter Künstler in Berlin. 1925 übernahm er mit Otto Douglas Douglas-Hill die Wertheimschen Steingutfabrik in Berlin-Charlottenburg und führte sie unter dem Namen Keramische Werkstätten Douglas-Hill und Ehlers fort. Von 1927 bis 1931 leitete er seine eigene Werkstätte in Velten und führte Großaufträge für Keramikwandgestaltungen im Funkhaus Berlin aus. Anschließend war er als Architekt und Innenarchitekt in Berlin tätig.
1933 wurde er wegen seiner Abneigung gegen den Nationalsozialismus sowie wegen jüdischer Verbindungen (seine Frau und viele seiner Freunde waren Juden) von allen Künstlerverbänden ausgeschlossen. Er ließ sich dann in Búger im Norden von Mallorca, im republikanischen Spanien, nieder, um sich und seinen jüdischen Angehörigen eine neue Bleibe zu schaffen. Zudem wollte der Nicht-Jude Ehlers auf Mallorca dort für verfolgte jüdische Künstler eine Künstlerkolonie aufbauen. In Deutschland war seit der Ernennung Adolf Hitlers zum Reichskanzler am 30. Januar 1933 der antijüdische Rassismus offizielle Politik geworden. Ehlers Ehe mit Alice Ehlers war zu dieser Zeit bereits zerbrochen. Die gemeinsame Tochter und Schauspielerin Christina Ehlers und der 1934 geborene Enkel wohnten zu dieser Zeit ebenfalls auf Mallorca, weswegen Alice Ehlers ihren früheren Mann auch dort besuchte und sogar im Almudaina-Palast in Palma de Mallorca ein gut besuchtes öffentliches Konzert gab. Ehlers blieb bis zum Ausbruch des Spanischen Bürgerkrieges auf Mallorca. Über Marseille konnte er mit Hilfe des US-amerikanischen Konsuls nach England fliehen. Eine Einreise in die USA wurde ihm wegen einer Lungenkrankheit verweigert. Alfred Ehlers starb 1955 in London.
Ehlers wird in spanischsprachigen Lexika aufgrund der Aussprache seines Nachnamens in Spanien z. T. als der deutsche Architekt und Bildhauer „Alfred Heller“ geführt.

## Werke
- Gefallenendenkmal in Büdelsdorf (1930).